# Saint-Lambert-du-Lattay

Saint-Lambert-du-Lattay este o comună în departamentul Maine-et-Loire, Franța. În 2009 avea o populație de 1,828 de locuitori.